# Želetice (Hodonín)
Želetice é uma comuna checa localizada na região de Morávia do Sul, distrito de Hodonín.